# Blaster (Scott Weiland & The Wildabouts)
Blaster è un album in studio  di Scott Weiland, ex frontman degli Stone Temple Pilots, pubblicato col gruppo musicale "Scott Weiland & The Wildabouts" nel 2015 dalla Softdrive Records.
L'album è stato supportato dai singoli "White Lightning", "Way She Moves" e "20th Century Boy". Il chitarrista Jeremy Brown è morto un giorno prima dell'uscita dell'album, il 30 marzo 2015. Durante il tour per sostenere l'album, Weiland è stato trovato morto sul tour bus della band il 3 dicembre 2015.

## Tracce
1. Modzilla – 3:17
2. Way She Moves – 4:11
3. Hotel Rio – 4:36
4. Amethyst – 4:17
5. White Lightning – 3:22
6. Blue Eyes – 3:57
7. Bleed Out – 2:45
8. Youth Quake – 3:46
9. Beach Pop – 3:30
10. Parachute – 4:29
11. 20th Century Boy (Tyrannosaurus Rex cover, scritta da Marc Bolan) – 4:20
12. Circles – 3:16

## Formazione
- Scott Weiland;– Voce, Chitarra, Tastiere
- Jeremy Brown – Chitarra
- Tommy Black – Basso, cori
- Danny Thompson – Percussioni
- Mike Avenaim - Percussioni (tracce 1, 4, 6, 8)
- James Iha - Chitarra (traccia 6)